# پوپیالس
پوپیالس (انگلیسی: Pupiales) نام شهری در کشور کلمبیا است.